# Cascami (album)
Cascami è un album di Paolo Pietrangeli, pubblicato dall'etichetta discografica I Dischi del Sole nel 1979.

## Tracce

### LP
Lato A
Testi e musiche di Paolo Pietrangeli, eccetto dove indicato.
1. Un testo emblematico – 4:06
2. L'alpino – 2:25
3. Alle cinque prendo il tè – 1:08
4. Violette – 2:55
5. Ahi che fatica mi costa – 2:22
6. Katia – 1:11 (Vittorio Mascheroni)
7. Il furto – 1:56
8. Natiche blu – 1:45

Lato B
Testi e musiche di Paolo Pietrangeli.
1. Ho insultato il movimento – 3:00
2. Chi l'avrebbe mai detto – 2:40
3. Bell'amico che sei – 3:35
4. Franti, Garrone, Pinocchio e la fatina – 3:14
5. L'ultimo caffè – 2:28
6. Manicomio criminale – 2:47

## Musicisti
- Paolo Pietrangeli – voce, chitarra
- Paolo Ciarchi – chitarra acustica, chitarra trattata, percussioni, sassofono tenore, trombone, violotta, effetti vocali, coro
- Paolino Dalla Porta – chitarra elettrica, contrabbasso
- Pepè Gagliardi – pianoforte (brani: "Un testo emblematico" e "L'alpino")
- Riccardo Luppi – flauto, organo Eminent, percussioni, pianoforte, sassofono soprano, spinetta
- Isabella Ciarchi – effetti vocali
- Franco Coggiola – coro
- Claudio Cormio – coro

Note aggiuntive
- Edizioni Bella Ciao – produzione
- Registrazioni e mixaggio effettuati presso la "G.R.S." di Milano, nel novembre-dicembre 1978
- Franco Coggiola – ingegnere delle registrazioni e del mixaggio
- Montaggio effettuato presso l'Istituto De Martino di Milano a cura di Franco Coggiola
- Paolo Ciarchi - Stampa Grafica Cremonese – grafica copertina album
- Michele Serra – note retrocopertina album originale [1]